# Trioceros feae
Espèce
Synonymes
- Chamaeleon feae Boulenger, 1906

Statut de conservation UICN

 NT  : Quasi menacé
Statut CITES
Trioceros feae est une espèce de sauriens de la famille des Chamaeleonidae.

## Répartition
Cette espèce est endémique de Bioko en Guinée équatoriale.

## Étymologie
Cette espèce est nommée en l'honneur de Leonardo Fea.

## Publication originale
- Boulenger, 1906 : Report on the reptiles collected by the late L. Fea in West Africa. Annali di Museo Civico di Storia Naturale di Genova, sér. 3, vol. 2, p. 196-216.